# 노토나카지마역
노토나카지마역(일본어: 能登中島駅)은 일본 이시카와현 나나오시에 위치한 노토 철도 나나오 선의 철도역이다. 단선 · 섬식의 형태를 합친 2면 3선 구조의 복합 승강장을 갖춘 지상역이다.

## 타는 곳
| 1 | ■ 나나오 선          | 하행                 | 아나미즈 방면          |                         |
| 2 | ■ 나나오 선          | 상행                 | 나나오 · 가나자와 방면 | 다만 당 역 시발은 1번선 |
| 3 | (현재 사용되지 않음) | (현재 사용되지 않음) | (현재 사용되지 않음)   | (현재 사용되지 않음)    |

## 이용 현황
| 연도 | 1일 평균 승하차 인원 |
| ---- | -------------------- |
| 2001 | 368                  |
| 2002 | 291                  |
| 2003 | 285                  |
| 2004 | 280                  |
| 2005 | 300                  |
| 2006 | 285                  |
| 2007 | 275                  |
| 2008 | 225                  |
| 2009 | 205                  |
| 2010 | 151                  |
| 2011 | 156                  |
| 2012 | 146                  |
| 2013 | 139                  |
| 2014 | 132                  |
| 2015 | 145                  |
| 2016 | 115                  |

## 역 주변
- 국도 제249호선
- 이시카와 현립 나카지마 고등학교
- 나나오 시청 나카지마 시민 센터

## 인접 역
| 노토 철도 나나오 선  | 노토 철도 나나오 선 | 노토 철도 나나오 선    |
| -------------------- | ------------------- | ---------------------- |
| 가사시호 나나오 방면 | ■ 나나오 선         | 니시기시 아나미즈 방면 |